# Girancourt
Girancourt és un municipi francès, situat al departament dels Vosges i a la regió del Gran Est. L'any 2007 tenia 828 habitants.

## Demografia

### Població
El 2007 la població de fet de Girancourt era de 828 persones. Hi havia 330 famílies, de les quals 66 eren unipersonals (33 homes vivint sols i 33 dones vivint soles), 124 parelles sense fills, 119 parelles amb fills i 21 famílies monoparentals amb fills.
La població ha evolucionat segons el següent gràfic:
Habitants censats

### Habitatges
El 2007 hi havia 356 habitatges, 332 eren l'habitatge principal de la família, 10 eren segones residències i 14 estaven desocupats. 327 eren cases i 26 eren apartaments. Dels 332 habitatges principals, 277 estaven ocupats pels seus propietaris, 38 estaven llogats i ocupats pels llogaters i 17 estaven cedits a títol gratuït; 3 tenien una cambra, 8 en tenien dues, 37 en tenien tres, 88 en tenien quatre i 195 en tenien cinc o més. 282 habitatges disposaven pel capbaix d'una plaça de pàrquing. A 119 habitatges hi havia un automòbil i a 185 n'hi havia dos o més.

### Piràmide de població
La piràmide de població per edats i sexe el 2009 era:
| Homes | Edats   | Dones |
| ----- | ------- | ----- |
| 0     | 95 o +  | 4     |
| 0     | 90 a 94 | 4     |
| 0     | 85 a 89 | 0     |
| 0     | 80 a 84 | 0     |
| 4     | 75 a 79 | 12    |
| 16    | 70 a 74 | 20    |
| 28    | 65 a 69 | 8     |
| 12    | 60 a 64 | 16    |
| 4     | 55 a 59 | 20    |
| 28    | 50 a 54 | 24    |
| 56    | 45 a 49 | 52    |
| 36    | 40 a 44 | 24    |
| 36    | 35 a 39 | 52    |
| 16    | 30 a 34 | 16    |
| 20    | 25 a 29 | 12    |
| 24    | 20 a 24 | 12    |
| 36    | 15 a 19 | 44    |
| 44    | 10 a 14 | 20    |
| 28    | 5 a 9   | 24    |
| 8     | 0 a 4   | 12    |

## Economia
El 2007 la població en edat de treballar era de 564 persones, 441 eren actives i 123 eren inactives. De les 441 persones actives 403 estaven ocupades (219 homes i 184 dones) i 38 estaven aturades (16 homes i 22 dones). De les 123 persones inactives 53 estaven jubilades, 33 estaven estudiant i 37 estaven classificades com a «altres inactius».

### Ingressos
El 2009 a Girancourt hi havia 335 unitats fiscals que integraven 836,5 persones, la mediana anual d'ingressos fiscals per persona era de 18.199 €.

### Activitats econòmiques
Dels 23 establiments que hi havia el 2007, 1 era d'una empresa extractiva, 2 d'empreses de fabricació d'altres productes industrials, 7 d'empreses de construcció, 5 d'empreses de comerç i reparació d'automòbils, 1 d'una empresa de transport, 1 d'una empresa d'hostatgeria i restauració, 1 d'una empresa de serveis, 2 d'entitats de l'administració pública i 3 d'empreses classificades com a «altres activitats de serveis».
Dels 10 establiments de servei als particulars que hi havia el 2009, 1 era una oficina de correu, 1 taller de reparació d'automòbils i de material agrícola, 2 paletes, 2 guixaires pintors, 1 fusteria, 1 electricista, 1 perruqueria i 1 restaurant.
L'únic establiment comercial que hi havia el 2009 era una botiga de més de 120 m².
L'any 2000 a Girancourt hi havia 18 explotacions agrícoles que ocupaven un total de 840 hectàrees.

## Equipaments sanitaris i escolars
L'únic equipament sanitari que hi havia el 2009 era una farmàcia.
El 2009 hi havia una escola elemental.

## Poblacions més properes
El següent diagrama mostra les poblacions més properes.